# 天竜奥三河国定公園
天竜奥三河国定公園（てんりゅうおくみかわこくていこうえん）は、長野県、静岡県、愛知県にまたがる国定公園である。

## 概要
天竜奥三河国定公園は渓谷、河川、高原、山岳、岩山など多種多様な景観が特徴。天竜峡を中心とした天竜川上流域と愛知県の茶臼山高原一帯、新城市の鳳来寺山近辺を含む（ただし、茶臼山高原と鳳来寺山の間にある設楽町北部、添沢温泉の一帯は愛知高原国定公園に指定されており、境界が曖昧でややこしい）。1969年（昭和44年）10月1日に指定。

## 主な景勝地
- 天竜峡（赤石、木曽の両山脈に阻まれた峡谷。川下りが名物）
- 佐久間ダム（天竜川地区）
- 秋葉ダム・秋葉山（秋葉地区）
- 静岡県立森林公園周辺（浜北森林公園地区）
- 茶臼山高原（茶臼山は愛知県最高峰。裾野になだらかな高原が広がり、近郊のレジャー地、リゾートとして発達。ブナの天然林も見られ、一帯は特別保護地区となっている）
- 鳳来寺山（国の名勝・天然記念物。コノハズクのブッポウソウという鳴き声はこの地で初めて収録された）
- 阿寺の七滝（名勝）
- 乳岩峡（名勝・天然記念物）
- 鳳来峡
- 面ノ木園地
- アテビ平小鳥の森